# 슈테크나델호른
슈테크나델호른(독일어: Stecknadelhorn, 4,241m)은 스위스의 페나인 알프스에 있는 산이다. 동쪽의 자스-페 리조트와 서쪽의 마터탈 리조트 위로 대략 남북으로 뻗어 있는 높은 수준의 능선인 나델그라트에 있다.
1887년 8월 8일 오스카 에켄슈타인과 마티아스 추르브리겐이 처음으로 등정했다.
슈테크나델호른은 미샤벨 산맥의 일부이며, 돔산(4,545m)에서 절정에 이른다.